# Jean Joseph François Marie Hubert Cornéli
Jean Joseph François Marie Hubert Cornéli, ook Franz Corneli (Rimburg (Lb.), 14 juli1800 – Kerkrade, 23 november 1855) was een Nederlands politicus en Belgisch volksvertegenwoordiger.
Zonder ooit te verhuizen uit de streek waar hij geboren werd, oostelijk Zuid-Limburg, tegenwoordig aangeduid als Parkstad, had hij achtereenvolgens de Franse, de Nederlandse, de Belgische en ten slotte weer de Nederlandse nationaliteit.
Tijdens zijn hele bestuurlijke leven gebruikte hij bij voorkeur de Franse taal in zijn correspondentie.
Daarbij is het aannemelijk dat hij in zijn dagelijks taalgebruik waarschijnlijk het Oost-Limburgs-Ripuarisch, dan wel Duits, sprak.

## Levensloop
Franz Corneli was een telg uit een geslacht van landeigenaren in oostelijk Zuid-Limburg. Hij was een zoon van Henri Joseph Corneli, drossaard in het land van Heyden (Horbach, Aken), en Marie Anne van Werden, vrouwe van Rimburg. Hij werd midden in de Franse Tijd geboren in Rimburg, destijds gelegen in het departement Nedermaas, en was dus een geboren Fransman.
Corneli studeerde rechten aan de Universiteit van Luik waar hij in 1825 promoveerde op de dissertatie "De Politieke moord naar het huidige recht".
Zijn promotor was prof.dr. P.J. Destriveaux. Waarschijnlijk door de inzichten en opvattingen van Destriveaux kwam hij in aanraking met de ideeën van de Verlichting.
Op jonge leeftijd werd Corneli gekozen als lid van de Provinciale Staten van Limburg (1827-1836). 
Tijdens deze periode komt hij in Maastricht in contact met gelijkgestemden die niets zagen in de volgens hen hekunstelde staatskundige constructie van het Verenigd Koninkrijk der Nederlanden. In 1829 werd in Maastricht, in navolging van veel andere Zuid=Nederlandse steden, de 'Association Constitutionelle' opgericht. Franz Corneli was een van de bestuursleden. 
Na de Belgische Revolutie werd hij op 7 december 1830 door het Voorlopig Bewind in Brussel bevestigd als lid van de Provincieraad en bestendig afgevaardigde van heel Limburg (met uitzondering van Maastricht) in het Koninkrijk België. Hij was in deze periode tevens burgemeester van Kerkrade (1830-1836) en Rimburg (1836-1837).
Op 1 en 22 december 1836 werd hij verkozen als volksvertegenwoordiger voor het arrondissement Maastricht, hij versloeg nipt Guillaume d'Ansembourg. Van 20 februari 1837 tot 1839 had Corneli zitting in de Belgische Kamer van volksvertegenwoordigers voor het arrondissement Maastricht, hoewel de stad Maastricht zelf in deze periode een anti-revolutionair bolwerk vormde, dat dankzij het daar aanwezige garnizoen behouden bleef voor het Koninkrijk der Nederlanden. Corneli hield deze functie tot 16 juli 1839, toen het Verdrag der XXIV Artikelen definitief en wederzijds werd goedgekeurd en Limburg werd opgesplitst in een Nederlands en een Belgisch deel.
Op 6 oktober 1840 werd hij als een van de drie vertegenwoordigers voor het Hertogdom Limburg (1839-1866) door Koning Willem I benoemd als lid van de Tweede Kamer van de Staten-Generaal van het Koninkrijk der Nederlanden. 
In deze jaren ontpopte hij zich als voorstander van staatkundige hervormingen en zette zich onder andere in voor afscheiding van Nederlands Limburg en "hereniging" met België. In het revolutiejaar 1848 verzette hij zich hevig tegen het plan van baron van Scherpenzeel Heusch om Nederlands Limburg af te staan aan de Duitse Bond. 
Van 1850 tot aan zijn dood in 1855 was hij opnieuw lid van provinciale en gedeputeerde staten van Limburg, nu echter alleen van Nederlands Limburg. Corneli was ridder in de Orde van de Nederlandse Leeuw.
Franz Corneli was sinds 1830 gehuwd met barones Caroline de Rosen (1810-1889). Het echtpaar had vijf kinderen. Corneli overleed in 1855 op het landgoed Nieuw Erenstein, in de directe buurt van kasteel Erenstein in Kerkrade.
Zijn grafsteen bevindt zich nog altijd aan de voet van de toren van de Sint-Lambertuskerk in Kerkrade.
- Biografisch Portaal: 07705478
- Parlement.com: vg09llqww0x9
- Virtual International Authority File: 4240154076034711860001
- WorldCat: E39PBJxMpbBpBY9PJ3fQRMbWXd